# Liste der Naturdenkmale im Landkreis Wittmund
Die Liste der Naturdenkmale im Landkreis Wittmund enthält die Naturdenkmale im Landkreis Wittmund in Niedersachsen.
Am 31. Dezember 2016 gab es laut statistischem Überblicks des Niedersächsischen Landesbetriebs für Wasserwirtschaft, Küsten- und Naturschutz im Zuständigkeitsbereich der Unteren Naturschutzbehörde des Landkreises Wittmund außerhalb der Ruhezone (I) und Teilen der Zwischen-(II) und Erholungszone (III) des Nationalparks Niedersächsisches Wattenmeer 11 Naturdenkmale.
| Bild            | Bezeichnung                | Ort, Lage                                    | Beschreibung                                                        | Schutzzweck | Nummer |
| --------------- | -------------------------- | -------------------------------------------- | ------------------------------------------------------------------- | ----------- | ------ |
| BW              | Blutbuche in Thunum        | Thunum (53° 38′ 49,2″ N, 7° 39′ 24,7″ O)     |                                                                     |             | ND 04  |
| BW              | Eiche in Friedeburg        | Friedeburg (53° 27′ 17″ N, 7° 50′ 16,3″ O)   |                                                                     |             | ND 05  |
| BW              | Eiche in Hovel             | Hovel (53° 32′ 35,9″ N, 7° 46′ 16,7″ O)      |                                                                     |             | ND 06  |
| BW              | Weide in Wittmund          | Wittmund (53° 34′ 19,9″ N, 7° 47′ 41″ O)     |                                                                     |             | ND 07  |
| BW              | Hohehahner Moor            | Angelsburg (53° 34′ 16,1″ N, 7° 43′ 26,7″ O) | Größe 0,15 ha                                                       |             | ND 08  |
| BW              | Eiche in Reepsholt         | Reepsholt (53° 29′ 17,9″ N, 7° 50′ 20,4″ O)  |                                                                     |             | ND 11  |
| BW              | Eiche in Dose              | Dose (53° 30′ 12,1″ N, 7° 53′ 13,2″ O)       |                                                                     |             | ND 12  |
| BW              | Blutbuche in Leerhafe      | Leerhafe (53° 31′ 43,6″ N, 7° 47′ 1,6″ O)    |                                                                     |             | ND 14  |
| Fotos hochladen | Buchen in Marx             | Marx (53° 26′ 4,2″ N, 7° 51′ 20,9″ O)        | 2 Rotbuchen die das örtliche Kriegerdenkmal an der B 437 einrahmen. |             | ND 30  |
| BW              | Buche in Thunum            | Thunum (53° 38′ 49,7″ N, 7° 39′ 22,5″ O)     |                                                                     |             | ND 31  |
| BW              | Findling Foßkut in Burhafe | Burhafe (53° 34′ 34,4″ N, 7° 49′ 27,1″ O)    |                                                                     |             | ND 35  |